# Giải đua ô tô Công thức 1 Áo 2024
Giải đua ô tô Công thức 1 Áo 2024 (tên chính thức là Formula 1 Qatar Airways Austrian Grand Prix 2024) là một chặng đua Công thức 1 được tổ chức vào ngày 30 tháng 6 năm 2024 tại Trường đua Red Bull Ring ở Spielberg, Áo. Chặng đua này là chặng đua thứ 11 của Giải đua xe Công thức 1 2024 và là chặng đua thứ ba trong mùa giải sử dụng thể thức chặng đua nước rút.

## Bối cảnh
Giải đua ô tô Công thức 1 Áo được tổ chức vào cuối tuần từ ngày 28 đến ngày 30 tháng 6 tại Trường đua Red Bull Ring ở Spielberg. Đây là lần thứ 20 trường đua này tổ chúc một chặng đua Công thức 1 trong lịch sử của mình. Giải đua ô tô Công thức 1 Áo 2024 là chặng đua thứ 11 của Giải đua xe Công thức 1 2024 và là phiên bản thứ 37 của Giải đua ô tô Công thức 1 Áo. Giải đua ô tô Công thức 1 Áo 2024 là chặng đua thứ ba trong tổng số sáu chặng đua trong mùa giải áp dụng thể thức chặng đua nước rút.

### Bảng xếp hạng các tay đua và đội đua trước chặng đua
Sau Giải đua ô tô Công thức 1 Tây Ban Nha, Max Verstappen dẫn đầu bảng xếp hạng các tay đua với 219 điểm trước Lando Norris (150 điểm) với khoảng cách 69 điểm và Charles Leclerc (148 điểm) với khoảng cách 71 điểm. Red Bull Racing dẫn đầu bảng xếp hạng các đội đua với 330 điểm, cách Ferrari (270 điểm) 60 điểm và cách McLaren (237 điểm) 93 điểm.

### Danh sách các tay đua và đội đua
Danh sách các tay đua và đội đua cho chặng đua này không có thay đổi nào so với danh sách các tay đua và đội đua tham gia mùa giải.

### Lựa chọn hợp chất lốp
Nhà cung cấp lốp xe Pirelli mang đến các hợp chất lốp C3, C4 và C5 (ba hợp chất lốp mềm nhất trong số các hợp chất lốp), lần lượt được tiêu chuẩn hóa là cứng (hard), trung bình (medium) và mềm (soft) để các đội sử dụng trong suốt sự kiện này.

## Tường thuật

### Buổi đua thử
Buổi đua thử đầu tiên và duy nhất được tổ chức vào ngày 28 tháng 6 năm 2024 lúc 12:30 giờ địa phương (UTC+2). Max Verstappen của Red Bull Racing dẫn đầu trước Oscar Piastri của McLaren và Charles Leclerc của Ferrari với thời gian nhanh nhất là 1:05,685 phút.

### Vòng phân hạng chặng đua nước rút
Vòng phân hạng chặng đua nước rút được tổ chức vào ngày 3 tháng 5 năm 2024 lúc 16:30 giờ địa phương (UTC+2), bao gồm ba phần với thời gian là 30 phút và các vị trí xuất phát cho chặng đua nước rút được xác định. Các tay đua có 12 phút ở phần đầu tiên (SQ1) để tiếp tục tham gia phần thứ hai (SQ2) của vòng phân hạng chặng đua nước rút. Tất cả các tay đua đạt được thời gian trong phần đầu tiên với thời gian tối đa 107% thời gian nhanh nhất được phép tham gia chặng đua nước rút. 15 tay đua dẫn đầu lọt vào phần tiếp theo. Sau khi SQ1 kết thúc, Verstappen đứng đầu với thời gian nhanh nhất là 1:05,690 phút trong khi Daniel Ricciardo của RB, Nico Hülkenberg của Haas, cả hai tay đua Kick Sauber và Alexander Albon của Williams bị loại.
Phần thứ hai (SQ2) kéo dài 10 phút và mười tay đua nhanh nhất của phần này đi tiếp vào phần thứ ba (SQ3) và cuối cùng của vòng phân hạng chặng đua nước rút. Sau khi SQ2 kết thúc, Lando Norris của McLaren đứng đầu với thời gian nhanh nhất là 1:05,186 phút trong khi Kevin Magnussen của Haas, cả hai tay đua Aston Martin, Yuki Tsunoda của RB và Logan Sargeant của Williams bị loại.
Phần thứ ba (SQ3) và cuối cùng kéo dài 8 phút, trong đó mười vị trí xuất phát đầu tiên được xác định sẵn cho chặng đua nước rút. Với thời gian nhanh nhất là 1:04,684 phút, Verstappen giành vị trí pole cho chặng đua nước rút trước hai tay đua McLaren là Norris và Piastri.

### Chặng đua nước rút
Chặng đua nước rút được tổ chức vào ngày 29 tháng 6 năm 2024 lúc 12:00 giờ địa phương (UTC+2).
Verstappen giành chiến thắng chặng đua nước rút trước hai tay đua McLaren là Piastri và Norris. Các tay đua còn lại ghi điểm trong chặng đua nước rút là George Russell của Mercedes, Carlos Sainz Jr. của Ferrari, Lewis Hamilton, Charles Leclerc và Sergio Pérez của Red Bull Racing.

### Vòng phân hạng cuộc đua chính
Vòng phân hạng cuộc đua chính được tổ chức vào ngày 29 tháng 6 năm 2024 lúc 16:00 giờ địa phương (UTC+2), bao gồm ba phần với thời gian là 45 phút và các vị trí xuất phát cho cuộc đua chính được xác định. Các tay đua có 18 phút ở phần đầu tiên (Q1) để tiếp tục tham gia phần thứ hai (Q2) của vòng phân hạng cuộc đua chính. Tất cả các tay đua đạt được thời gian trong phần đầu tiên với thời gian tối đa 107% thời gian nhanh nhất được phép tham gia cuộc đua chính. 15 tay đua dẫn đầu phần này lọt vào phần tiếp theo. Sau khi Q1 kết thúc, Carlos Sainz Jr. của Ferrari đứng đầu với thời gian nhanh nhất là 1:05,263 phút trong khi cả hai tay đua Williams, Lance Stroll của Aston Martin và cả hai tay đua Kick Sauber bị loại.
Phần thứ hai (Q2) kéo dài 15 phút và mười tay đua nhanh nhất của phần này đi tiếp vào phần thứ ba (Q3) và cuối cùng của vòng phân hạng cuộc đua. Sau khi Q2 kết thúc, Max Verstappen của Red Bull Racing đứng đầu với thời gian nhanh nhất là 1:04,469 phút trong khi cả hai tay đua RB, Magnussen, Pierre Gasly của Alpine và Fernando Alonso của Aston Martin bị loại.
Phần thứ ba (Q3) và cuối cùng kéo dài 12 phút, trong đó mười vị trí xuất phát đầu tiên được xác định sẵn cho cuộc đua chính. Với thời gian nhanh nhất là 1:04,314 phút, Verstappen giành vị trí pole cho cuộc đua chính trước Norris và Russell.

### Cuộc đua chính
Cuộc đua chính được tổ chức vào ngày 30 tháng 6 năm 2024 lúc 16:00 giờ địa phương (UTC+2) và bao gồm 71 vòng đua.
Verstappen dẫn đầu phần lớn cuộc đua nhưng khoảng cách của anh đã bị Norris thu hẹp sau lần đổi lốp chậm. Trong thời điểm đó, Verstappen sử dụng bộ lốp cũ hơn và Norris có lợi thế về lốp. Tuy nhiên, ngay sau đó, Verstappen và Norris đã va chạm với nhau khiến Norris phải bỏ cuộc lần thứ hai trong mùa giải kể từ chặng đua nước rút trong khuôn khổ Giải đua ô tô Công thức 1 Miami. Verstappen tụt xuống vài vị trí sau khi bị thủng lốp và kết thúc cuộc đua chính ở vị trí thứ 5. Russell hưởng lợi từ vụ va chạm đó để giành chiến thắng thứ hai trong sự nghiệp cho Mercedes kể từ Giải đua ô tô Công thức 1 São Paulo 2022 trước Piastri và Sainz Jr. Các tay đua còn lại ghi điểm trong cuộc đua là Hamilton, Verstappen, Hülkenberg, Pérez, Magnussen, Ricciardo và Gasly.

## Kết quả

### Vòng phân hạng chặng đua nước rút
| Vị trí                   | Số xe | Tay đua          | Đội đua                      | SQ1      | SQ2                 | SQ3                 | Vị trí xuất phát |
| ------------------------ | ----- | ---------------- | ---------------------------- | -------- | ------------------- | ------------------- | ---------------- |
| 1                        | 1     | Max Verstappen   | Red Bull Racing-Honda RBPT   | 1:05,690 | 1:05,186            | 1:04,686            | 1                |
| 2                        | 4     | Lando Norris     | McLaren-Mercedes             | 1:05,786 | 1:05,561            | 1:04,779            | 2                |
| 3                        | 81    | Oscar Piastri    | McLaren-Mercedes             | 1:06,081 | 1:05,379            | 1:04,987            | 3                |
| 4                        | 63    | George Russell   | Mercedes                     | 1:05,764 | 1:05,325            | 1:05,054            | 4                |
| 5                        | 55    | Carlos Sainz Jr. | Ferrari                      | 1:05,781 | 1:05,435            | 1:05,126            | 5                |
| 6                        | 44    | Lewis Hamilton   | Mercedes                     | 1:06,504 | 1:05,539            | 1:05,270            | 6                |
| 7                        | 11    | Sergio Pérez     | Red Bull Racing-Honda RBPT   | 1:06,256 | 1:05,612            | 1:06,008            | 7                |
| 8                        | 31    | Esteban Ocon     | Alpine-Renault               | 1:06,343 | 1:05,686            | 1:06,101            | 8                |
| 9                        | 10    | Pierre Gasly     | Alpine-Renault               | 1:06,465 | 1:05,757            | 1:06,624            | 9                |
| 10                       | 16    | Charles Leclerc  | Ferrari                      | 1:06,149 | 1:05,526            | Không lập thời gian | 10               |
| 11                       | 20    | Kevin Magnussen  | Haas-Ferrari                 | 1:06,387 | 1:05,806            | –                   | 11               |
| 12                       | 18    | Lance Stroll     | Aston Martin Aramco-Mercedes | 1:06,037 | 1:05,847            | –                   | 12               |
| 13                       | 14    | Fernando Alonso  | Aston Martin Aramco-Mercedes | 1:06,487 | 1:05,878            | –                   | 13               |
| 14                       | 22    | Yuki Tsunoda     | RB-Honda RBPT                | 1:06,557 | 1:05,960            | –                   | 14               |
| 15                       | 2     | Logan Sargeant   | Williams-Mercedes            | 1:06,518 | Không lập thời gian | –                   | 15               |
| 16                       | 3     | Daniel Ricciardo | RB-Honda RBPT                | 1:06,581 | –                   | –                   | 16               |
| 17                       | 27    | Nico Hülkenberg  | Haas-Ferrari                 | 1:06,583 | –                   | –                   | 17               |
| 18                       | 77    | Valtteri Bottas  | Kick Sauber-Ferrari          | 1:06,725 | –                   | –                   | 18               |
| 19                       | 23    | Alexander Albon  | Williams-Mercedes            | 1:06,754 | –                   | –                   | Làn pit1         |
| 20                       | 24    | Chu Quán Vũ      | Kick Sauber-Ferrari          | 1:07,197 | –                   | –                   | 19               |
| Thời gian 107%: 1:10,288 |       |                  |                              |          |                     |                     |                  |

Chú thích
- ^1  – Alexander Albon đứng chung cuộc ở vị trí thứ 19 sau vòng phân hạng cho chặng đua nước rút nhưng phải xuất phát chặng đua nước rút từ làn pit vì chiếc xe của anh được thay đổi trong điều kiện parc fermé.[12]

### Chặng đua nước rút
| Vị trí                                                                                | Số xe | Tay đua          | Đội đua                      | Số vòng1 | Thời gian/ Bỏ cuộc | Vị trí xuất phát | Số điểm |
| ------------------------------------------------------------------------------------- | ----- | ---------------- | ---------------------------- | -------- | ------------------ | ---------------- | ------- |
| 1                                                                                     | 1     | Max Verstappen   | Red Bull Racing-Honda RBPT   | 23       | 26:41,389          | 1                | 8       |
| 2                                                                                     | 81    | Oscar Piastri    | McLaren-Mercedes             | 23       | + 4,616            | 3                | 7       |
| 3                                                                                     | 4     | Lando Norris     | McLaren-Mercedes             | 23       | + 5,348            | 2                | 6       |
| 4                                                                                     | 63    | George Russell   | Mercedes                     | 23       | + 8,354            | 4                | 5       |
| 5                                                                                     | 55    | Carlos Sainz Jr. | Ferrari                      | 23       | + 9,989            | 5                | 4       |
| 6                                                                                     | 44    | Lewis Hamilton   | Mercedes                     | 23       | + 11,207           | 6                | 3       |
| 7                                                                                     | 16    | Charles Leclerc  | Ferrari                      | 23       | + 13,424           | 10               | 2       |
| 8                                                                                     | 11    | Sergio Pérez     | Red Bull Racing-Honda RBPT   | 23       | + 17,409           | 7                | 1       |
| 9                                                                                     | 20    | Kevin Magnussen  | Haas-Ferrari                 | 23       | + 24,067           | 11               |         |
| 10                                                                                    | 18    | Lance Stroll     | Aston Martin Aramco-Mercedes | 23       | + 30,175           | 12               |         |
| 11                                                                                    | 31    | Esteban Ocon     | Alpine-Renault               | 23       | + 30,839           | 8                |         |
| 12                                                                                    | 10    | Pierre Gasly     | Alpine-Renault               | 23       | + 31,308           | 9                |         |
| 13                                                                                    | 22    | Yuki Tsunoda     | RB-Honda RBPT                | 23       | + 35,452           | 14               |         |
| 14                                                                                    | 3     | Daniel Ricciardo | RB-Honda RBPT                | 23       | + 39,397           | 16               |         |
| 15                                                                                    | 14    | Fernando Alonso  | Aston Martin Aramco-Mercedes | 23       | + 43,155           | 13               |         |
| 16                                                                                    | 2     | Logan Sargeant   | Williams-Mercedes            | 23       | + 44,076           | 15               |         |
| 17                                                                                    | 23    | Alexander Albon  | Williams-Mercedes            | 23       | + 44,673           | Làn pit          |         |
| 18                                                                                    | 77    | Valtteri Bottas  | Kick Sauber-Ferrari          | 23       | + 46,511           | 18               |         |
| 19                                                                                    | 27    | Nico Hülkenberg  | Haas-Ferrari                 | 23       | + 48,4232          | 17               |         |
| 20                                                                                    | 24    | Chu Quán Vũ      | Kick Sauber-Ferrari          | 23       | + 53,143           | 19               |         |
| Vòng đua nhanh nhất: Lando Norris (McLaren-Mercedes) - 1:08,935 phút (vòng đua thứ 2) |       |                  |                              |          |                    |                  |         |

Chú thích
- ^1  – Khoảng cách chặng đua nước rút dự kiến trong 24 vòng đua bị rút ngắn xuống còn một vòng đua do quy trình xuất phát bị hủy bỏ.[13]
- ^2  – Nico Hülkenberg về đích ở vị trí thứ 14 nhưng bị phạt 10 giây vì đã ép Fernando Alonso khỏi đường đua ở khúc cua 3. Hülkenberg bị tụt xuống vị trí thứ 19 từ vị trí thứ 14.[13]

### Vòng phân hạng cuộc đua chính
| Vị trí                   | Số xe | Tay đua          | Đội đua                      | Q1       | Q2       | Q3       | Vị trí xuất phát |
| ------------------------ | ----- | ---------------- | ---------------------------- | -------- | -------- | -------- | ---------------- |
| 1                        | 1     | Max Verstappen   | Red Bull Racing-Honda RBPT   | 1:05,336 | 1:04,469 | 1:04,314 | 1                |
| 2                        | 4     | Lando Norris     | McLaren-Mercedes             | 1:05,450 | 1:05,103 | 1:04,718 | 2                |
| 3                        | 63    | George Russell   | Mercedes                     | 1:05,585 | 1:05,016 | 1:04,840 | 3                |
| 4                        | 55    | Carlos Sainz Jr. | Ferrari                      | 1:05,263 | 1:05,016 | 1:04,851 | 4                |
| 5                        | 44    | Lewis Hamilton   | Mercedes                     | 1:05,541 | 1:05,053 | 1:04,903 | 5                |
| 6                        | 16    | Charles Leclerc  | Ferrari                      | 1:05,509 | 1:05,104 | 1:05,044 | 6                |
| 7                        | 81    | Oscar Piastri    | McLaren-Mercedes             | 1:05,311 | 1:05,070 | 1:05,048 | 7                |
| 8                        | 11    | Sergio Pérez     | Red Bull Racing-Honda RBPT   | 1:05,587 | 1:05,144 | 1:05,202 | 8                |
| 9                        | 27    | Nico Hülkenberg  | Haas-Ferrari                 | 1:05.596 | 1:05.262 | 1:05.385 | 9                |
| 10                       | 31    | Esteban Ocon     | Alpine-Renault               | 1:05,574 | 1:05,274 | 1:05,883 | 10               |
| 11                       | 3     | Daniel Ricciardo | RB-Honda RBPT                | 1:05,569 | 1:05,289 | –        | 11               |
| 12                       | 20    | Kevin Magnussen  | Haas-Ferrari                 | 1:05,508 | 1:05,347 | –        | 12               |
| 13                       | 10    | Pierre Gasly     | Alpine-Renault               | 1:05,598 | 1:05,359 | –        | 13               |
| 14                       | 22    | Yuki Tsunoda     | RB-Honda RBPT                | 1:05.563 | 1:05,412 | –        | 14               |
| 15                       | 14    | Fernando Alonso  | Aston Martin Aramco-Mercedes | 1:05,656 | 1:05,639 | –        | 15               |
| 16                       | 23    | Alexander Albon  | Williams-Mercedes            | 1:05,736 | –        | –        | 16               |
| 17                       | 18    | Lance Stroll     | Aston Martin Aramco-Mercedes | 1:05,819 | –        | –        | 17               |
| 18                       | 77    | Valtteri Bottas  | Kick Sauber-Ferrari          | 1:05,847 | –        | –        | 18               |
| 19                       | 2     | Logan Sargeant   | Williams-Mercedes            | 1:05,856 | –        | –        | 19               |
| 20                       | 24    | Chu Quán Vũ      | Kick Sauber-Ferrari          | 1:06,061 | –        | –        | Làn pit1         |
| Thời gian 107%: 1:09,831 |       |                  |                              |          |          |          |                  |

Chú thích
- ^1  – Chu Quán Vũ đứng chung cuộc ở vị trí thứ 20 sau vòng phân hạng cho cuộc đua chính nhưng phải xuất phát cuộc đua chính từ làn pit vì chiếc xe của anh được thay đổi trong điều kiện parc fermé.[14]

### Cuộc đua chính
| Vị trí                                                                                           | Số xe | Tay đua          | Đội đua                      | Số vòng | Thời gian/ Bỏ cuộc   | Vị trí xuất phát | Số điểm |
| ------------------------------------------------------------------------------------------------ | ----- | ---------------- | ---------------------------- | ------- | -------------------- | ---------------- | ------- |
| 1                                                                                                | 63    | George Russell   | Mercedes                     | 71      | 1:24:22,798          | 3                | 25      |
| 2                                                                                                | 81    | Oscar Piastri    | McLaren-Mercedes             | 71      | + 1,906              | 7                | 18      |
| 3                                                                                                | 55    | Carlos Sainz Jr. | Ferrari                      | 71      | + 4,533              | 4                | 15      |
| 4                                                                                                | 44    | Lewis Hamilton   | Mercedes                     | 71      | + 23,142             | 5                | 12      |
| 5                                                                                                | 1     | Max Verstappen   | Red Bull Racing-Honda RBPT   | 71      | + 37,2531            | 1                | 10      |
| 6                                                                                                | 27    | Nico Hülkenberg  | Haas-Ferrari                 | 71      | + 54,088             | 9                | 8       |
| 7                                                                                                | 11    | Sergio Pérez     | Red Bull Racing-Honda RBPT   | 71      | + 54,672             | 8                | 6       |
| 8                                                                                                | 20    | Kevin Magnussen  | Haas-Ferrari                 | 71      | + 1:00,355           | 12               | 4       |
| 9                                                                                                | 3     | Daniel Ricciardo | RB-Honda RBPT                | 71      | + 1:01,169           | 11               | 2       |
| 10                                                                                               | 10    | Pierre Gasly     | Alpine-Renault               | 71      | + 1:01,766           | 13               | 1       |
| 11                                                                                               | 16    | Charles Leclerc  | Ferrari                      | 71      | + 1:07,056           | 6                |         |
| 12                                                                                               | 31    | Esteban Ocon     | Alpine-Renault               | 71      | + 1:08,325           | 10               |         |
| 13                                                                                               | 18    | Lance Stroll     | Aston Martin Aramco-Mercedes | 70      | + 1 vòng             | 17               |         |
| 14                                                                                               | 22    | Yuki Tsunoda     | RB-Honda RBPT                | 70      | + 1 vòng             | 14               |         |
| 15                                                                                               | 23    | Alexander Albon  | Williams-Mercedes            | 70      | + 1 vòng2            | 16               |         |
| 16                                                                                               | 77    | Valtteri Bottas  | Kick Sauber-Ferrari          | 70      | + 1 vòng             | 18               |         |
| 17                                                                                               | 24    | Chu Quán Vũ      | Kick Sauber-Ferrari          | 70      | + 1 vòng             | Làn pit          |         |
| 18                                                                                               | 14    | Fernando Alonso  | Aston Martin Aramco-Mercedes | 70      | + 1 vòng             | 15               |         |
| 19                                                                                               | 2     | Logan Sargeant   | Williams-Mercedes            | 69      | + 2 vòng             | 19               |         |
| 20                                                                                               | 4     | Lando Norris     | McLaren-Mercedes             | 64      | Hỏng xe sau va chạm3 | 2                |         |
| Vòng đua nhanh nhất: Fernando Alonso (Aston Martin Aramco-Mercedes) - 1:07,694 (vòng đua thứ 70) |       |                  |                              |         |                      |                  |         |
| Tay đua xuất sắc nhất cuộc đua: Lando Norris (McLaren), 24,6% số phiếu bầu                       |       |                  |                              |         |                      |                  |         |

Chú thích
- ^1  – Max Verstappen về đích chung cuộc ở vị trí thứ 5 sau cuộc đua chính nhưng bị phạt 10 giây vì gây ra vụ va chạm với Lando Norris. Kết quả về đích chung cuộc của Verstappen không bị ảnh hưởng.[15]
- ^2  – Alexander Albon về đích chung cuộc ở vị trí thứ 14 sau cuộc đua chính nhưng bị phạt 5 giây vì vi phạm ranh giới đường đua. Albon bị tụt xuống vị trí thứ 15 từ vị trí thứ 14.[15]
- ^3  – Lando Norris được xếp hạng chung cuộc ở vị trí thứ 20 sau cuộc đua chính vì đã hoàn thành hơn 90% của cuộc đua. Bên cạnh đó, Norris bị phạt 5 giây vì vi phạm ranh giới đường đua. Kết quả về đích chung cuộc của Norris không bị ảnh hưởng vì anh được xếp hạng ở vị trí cuối cùng.[15]

## Bảng xếp hạng sau chặng đua

### Bảng xếp hạng các tay đua
| Vị trí | Tay đua          | Đội đua                      | Số điểm | Thay đổi vị trí |
| ------ | ---------------- | ---------------------------- | ------- | --------------- |
| 1      | Max Verstappen   | Red Bull Racing-Honda RBPT   | 237     | +/-0            |
| 2      | Lando Norris     | McLaren-Mercedes             | 156     | +/-0            |
| 3      | Charles Leclerc  | Ferrari                      | 150     | +/-0            |
| 4      | Carlos Sainz Jr. | Ferrari                      | 135     | +/-0            |
| 5      | Sergio Pérez     | Red Bull Racing-Honda RBPT   | 118     | +/-0            |
| 6      | Oscar Piastri    | McLaren-Mercedes             | 112     | +/-0            |
| 7      | George Russell   | Mercedes                     | 111     | +/-0            |
| 8      | Lewis Hamilton   | Mercedes                     | 85      | +/-0            |
| 9      | Fernando Alonso  | Aston Martin Aramco-Mercedes | 41      | +/-0            |
| 10     | Tsunoda Yuki     | RB-Honda RBPT                | 19      | +/-0            |

- Lưu ý: Chỉ có mười vị trí đứng đầu được liệt kê trên bảng xếp hạng này.

### Bảng xếp hạng các đội đua
| Vị trí | Đội đua                      | Số điểm | Thay đổi vị trí |
| ------ | ---------------------------- | ------- | --------------- |
| 1      | Red Bull Racing-Honda RBPT   | 355     | +/-0            |
| 2      | Ferrari                      | 291     | +/-0            |
| 3      | McLaren-Mercedes             | 268     | +/-0            |
| 4      | Mercedes                     | 196     | +/-0            |
| 5      | Aston Martin Aramco-Mercedes | 58      | +/-0            |
| 6      | RB-Honda RBPT                | 30      | +/-0            |
| 7      | Haas-Ferrari                 | 19      | 1               |
| 8      | Alpine-Renault               | 9       | 1               |
| 9      | Williams-Mercedes            | 2       | +/-0            |
| 10     | Kick Sauber-Ferrari          | 0       | +/-0            |